# 波德岩
波德岩（英語：Pod Rocks）是南極洲的岩石，位於葛拉漢地的法利埃海岸，處於米勒蘭島以西9公里的瑪格麗特灣，在1936年由英國探險隊測量，現時由南極條約體系管理。